# Ferdinand von Ploetz
Julius Wilhelm Ferdinand von Ploetz (* 12. Juni 1801 in Glogau; † 23. April 1886 in Schweidnitz) war ein preußischer Generalleutnant.

## Leben

### Herkunft
Ferdinand war ein Sohn des preußischen Oberstleutnants und späteren Postmeisters von Zehdenick Johann Ludwig von Ploetz (1744–1824) und dessen Ehefrau Marianne Hedwig, geborene von Poyda (1767–1836).

### Militärkarriere
Ploetz besuchte das Berliner Kadettenhaus und wurde am 5. Mai 1818 als Portepeefähnrich dem Kaiser Franz Grenadier-Regiment der Preußischen Armee überweisen. Mit der Beförderung zum Sekondeleutnant wurde er Ende September 1819 dem Regiment aggregiert und Ende Januar 1821 einrangiert. Ende März 1830 folgt seine Kommandierung als Adjutant der 4. Division in Stargard. Unter Belassung in diesem Kommando wurde Ploetz am 30. März 1832 als Premierleutnant dem 2. Infanterie-Regiment aggregiert. Er stieg Ende März 1838 zum Kapitän auf und wurde am 7. April 1842 mit Patent vom 9. August 1836 als Kompaniechef in das 24. Infanterie-Regiment versetzt. Unter Beförderung zum Major erfolgte am 27. März 1847 seine Versetzung als Kommandeur des II. Bataillons in das 12. Landwehr-Regiment. Von Mitte April 1848 bis Mitte Mai 1850 war Ploetz in gleicher Funktion beim III. Bataillon tätig, wurde anschließend Bataillonskommandeur im 27. Infanterie-Regiment und avancierte am 22. März 1853 zum Oberstleutnant. Am 26. Oktober 1854 versetzte man ihn als Kommandeur in das 31. Infanterie-Regiment. Dort wurde er am 12. Juli 1855 Oberst. Am 19. Dezember 1857 wurde Ploetz Kommandeur der 22. Infanterie-Brigade in Breslau und am 22. November 1858 zum Generalmajor befördert. In dieser Stellung erhielt er Ende Oktober 1859 den Sankt-Stanislaus-Orden II. Klasse und anlässlich der Krönungsfeierlichkeiten von König Wilhelm I. im Oktober 1861 den Stern zum Roten Adlerorden II. Klasse mit Eichenlaub. Unter Verleihung des Charakters als Generalleutnant wurde Ploetz am 5. Februar 1863 mit Pension zur Disposition gestellt. Er war Ehrenritter des Johanniterordens und verstarb am 23. April 1886 in Schweidnitz.

### Familie
Ploetz heiratete am 11. Oktober 1830 in Berlin Luise von Quillfeldt (1808–1885). Das Paar hatte mehrere Kinder:
- Luise (* 1831)
- Richard Ferdinand Ludwig Julius (1833–1873)
- Hedwig Anna Angelika (1835–1907) ⚭ 1861 Friedrich Graf von Reichenbach-Goschütz (1809–1881), preußischer Kammerherr[2]
- Anna (1839–1859)